# 罗浮飘拂草
罗浮飘拂草（学名：Fimbristylis fordii）为莎草科飘拂草属下的一个种。

## 扩展阅读
- 維基物種上的相關：罗浮飘拂草